# Авл Гостілій Манцін
Авл Гостілій Манцін (лат. Aulus Hostilius Mancinus; ? — після 149 до н. е.) — політичний та військовий діяч Римської республіки.

## Життєпис
Походив з плебейського роду Гостіліїв. Син Луція Гостілія Манціна, легата під час Другої пунічної війни. Про молоді роки мало відомостей. 
У 180 році до н. е. став міським претором.
У 170 році до н. е. обрано консулом разом з Авлом Атілієм Серраном. Того року тривала Третя Македонська війна. Гостілій з військом повинен був з Епіру діяти проти македонян. Втім не зміг завдати ворогові якоїсь поразки. Тому 169 році до н. е. був відкликаний до Риму, йому не надано проконсульство в Епірі або Іллірії, якого Гостілій домагався.
Під час своєї каденції провів закон (Lex Hostilia), яким гарантувалося збереження майна та грошей осіб, що перебували у полоні чи із завданням за межами Італії.

## Родина
- Авл Гостілій Манцін, курульний еділ 151 року до н. е.
- Гай Гостілій Манцін, консул 137 року до н. е.